# Rotavirus
Els rotavirus (Rotavirus) són un gènere de virus d'ARN bicatenari de la família dels reovirus. La infecció per rotavirus és la principal causa de diarrea entre els nadons i els infants de curta edat. Gairebé tots els infants tenen algun episodi de gastroenteritis rotavírica durant els seus primers cinc anys de vida. El desenvolupament d'immunitat fa que cada infecció sigui més lleu que l'anterior. Els adults no acostumen a presentar símptomes. El gènere té deu espècies identificades per seqüenciació, que es coneixen com a A, B, C, D, E, F, G, H, I i J. L'espècie més comuna, Rotavirus A, és responsable de més del 90% de les infeccions per rotavirus en les persones, sobretot entre la població pediàtrica.
El virus es transmet per via fecal-oral. Infecta i danya les cèl·lules que recobreixen l'intestí prim i provoca gastroenteritis. Malgrat que el rotavirus fou descobert el 1973 per Ruth Bishop i col·laboradors mitjançant el microscopi electrònic i causa al voltant del 50% de les hospitalitzacions per diarrea greu infantil, encara no es coneix àmpliament. A més a més de ser un patogen pels humans, també afecta altres animals. És un patogen pel bestiar i origina pèrdues econòmiques considerables en les explotacions ramaderes, sobretot porcines i bovines.

## Tipus de rotavirus
Hi ha cinc espècies patogèniques de rotavirus, conegudes com: A, B, C, D, i E. De les quals només l'A, la B i la C poden provocar infecció a l'home, sent l'A la més comuna. Les 5 espècies són capaces de causar diarrea en diferents animals. Algunes espècies del gènere tenen soques diferenciades segons els antígens que presenten a la seva superfície cel·lular, anomenades serotipus, un fet de gran importància pel que fa al disseny de vacunes contra elles. Igual que amb el virus de la grip, hi ha un sistema de classificació doble utilitzat a partir de dues proteïnes a la superfície del virus. La glicoproteïna VP7 defineix els serotips G i la proteïna VP4 sensible a la proteasa defineix els serotips P. Com que els dos gens que determinen el G-tipus i P-tipus es poden transmetre per separat en la progènie del virus, es troba en diferents combinacions.

## Estructura
El genoma del rotavirus consisteix en 11 úniques molècules d'ARN de doble hèlix amb un total de 18.555 nucleòtids. Cada hèlix, o segment, és un gen, numerats de l'1 a l'11 per mida decreixent. Cada gen codifica una proteïna, excepte el gen 9, que en codifica dues. L'ARN està envoltat per una càpsida proteica de tres capes icosaèdrica. Les partícules víriques són de fins a 76.5 nm de diàmetre i no estan embolicades.

## Proteïnes
Hi ha set proteïnes víriques (VPs) que formen part del virus. Aquestes proteïnes són anomenades VP1, VP2, VP3, VP4, VP5, VP6 i VP7. A més a més de les VPs, també hi ha sis proteïnes monoestructurals (NSPs), les quals només es produeixen en les cèl·lules infectades pel rotavirus. Són anomenades NSP1, NSP2, NSP3, NSP4, NSP5 i NSP6.

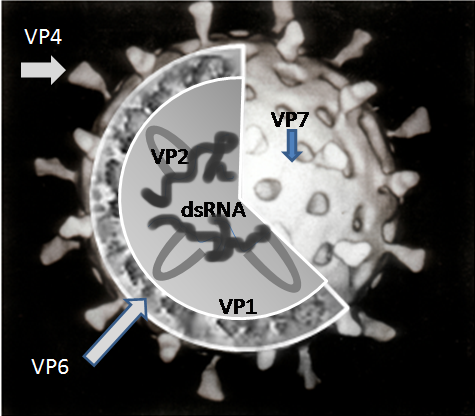
Un diagrama simplificat sobre la localització de les estructures proteiques del rotavirus

Com a mínim sis de les dotze proteïnes codificades pel genoma del rotavirus s'uneixen a l'ARN. El paper d'aquestes proteïnes en la replicació del rotavirus no es coneix completament. Es creu que les seves funcions estan relacionades amb la síntesi de l'ARN i en el transport de l'ARNm del virus, al lloc de replicació del genoma, i la traducció de l'ARNm i la regulació de l'expressió gènica.

### Proteïnes estructurals

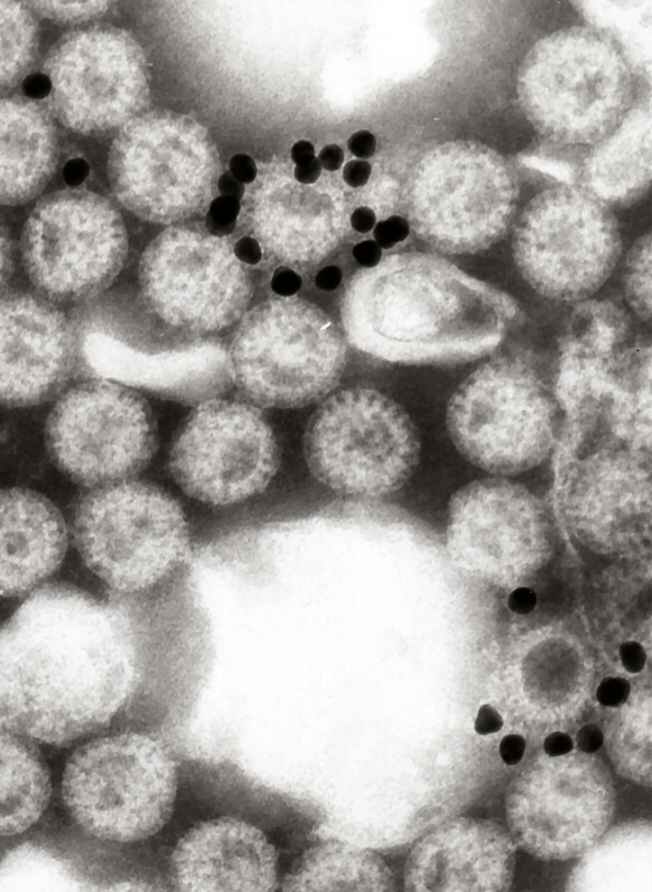
Microfotografia electrònica de les nanopartícules d'or unides als rotavirus. Els petits objectes circulars foscos són nanopartícules d'or recobertes amb un anticòs monoclonal específic per a la proteïna VP6 del rotavirus.

La proteïna VP1 està localitzada en el nucli del virus i és un enzim ARN polimerasa. En una cèl·lula infectada aquest enzim produeix transcripcions de l'ARNm per a la síntesi de proteïnes víriques i produeix còpies dels segments del genoma d'ARN del rotavirus per partícules de virus recentment produïts. La VP2 forma la capa del nucli del virió i s'uneix al genoma d'ARN. La VP3 forma part del nucli intern del virus i és un enzim anomenat guanilil transferasa. Aquest és un enzim que catalitza la limitació de la formació de la tapa dels 5' a la modificació post-transcripcional de l'ARNm. La tapa de l'ARNm víric s'estabilitza al protegir-la dels enzims de degradació d'àcids nucleics anomenats nucleases. La VP4 està en la superfície del virió que sobresurt com un bec. S'uneix a les molècules de la superfície de les cèl·lules anomenades receptores i unitats d'entrada del virus a la cèl·lula. La VP4 ha de ser modificada per l'enzim proteasa tripsina, que es troba a l'intestí, i passa a ser VP5* i VP8* abans que el virus es torni infecciós. La VP4 determina la virulència del virus i defineix el seu serotip P. La VP6 constitueix el gruix de la càpsida. És altament antigènica i pot ser utilitzada per identificar espècies de rotavirus. Aquesta proteïna s'utilitza en proves de laboratori per a la detecció del rotavirus A. La VP7, finalment, és una glicoproteïna que forma la superfície externa del virió. A part de les seves funcions estructurals, determina el serotip G de la soca i, juntament amb la VP4, està involucrada en la immunitat a la infecció.

### Proteïnes víriques no estructurals
La NSP1, producte del gen 5, és una proteïna no estructural d'unió a l'ARN. La NSP2 és una proteïna d'unió a l'ARN que s'acumula en inclusions citoplasmàtiques (viroplasmes) i és necessària per a la replicació del genoma. La NSP3 és un ARN víric obligat en les cèl·lules infectades i és responsable de la parada de la síntesi proteica cel·lular. La NSP4 és una enterotoxina vírica que indueix la diarrea i va ser la primera enterotoxina vírica a ser descoberta. La NSP5 està codificada pel segment 11 del genoma del rotavirus A i en cèl·lules infectades per virus NSP5. S'acumula en el viroplasma. La NSP6 és una proteïna d'unió d'àcids nucleics, i està codificada pel gen 11 seguint un marc de pauta oberta de lectura.
| ARN (Gen) | Mida (parell de bases) | Proteïna  | Pes molecular kDa | Localització             | Còpies per partícula | Funció                                                                                   |
| --------- | ---------------------- | --------- | ----------------- | ------------------------ | -------------------- | ---------------------------------------------------------------------------------------- |
| 1         | 3302                   | VP1       | 125               | En els vèrtexs del nucli | <25                  | ARN-polimerasa depenent d'ARN]                                                           |
| 2         | 2690                   | VP2       | 102               | Interior del nucli       | 120                  | Estimulació vírica de l'ARNr                                                             |
| 3         | 2591                   | VP3       | 88                | En els vèrtexs del nucli | <25                  | ARNm de l'enzim guanilil transferasa tapat                                               |
| 4         | 2362                   | VP4       | 87                | Superfície               | 120                  | L'adhesió cel·lular, virulència                                                          |
| 5         | 1611                   | NSP1      | 59                | No estructural           | 0                    | 5'ARN vinculant                                                                          |
| 6         | 1356                   | VP6       | 45                | Dins la càpsida          | 780                  | Antigen estructural de l'espècie específica                                              |
| 7         | 1104                   | NSP3      | 37                | No estructural           | 0                    | Augmenta l'activitat de l'ARNm víric i clau de pas de la síntesi de proteïnes cel·lulars |
| 8         | 1059                   | NSP2      | 35                | No estructural           | 0                    | Té un paper crucial, juntament amb la NSP5, en la formació dels viroplasmes              |
| 9         | 1062                   | VP7¹ VP7² | 38 i 34           | Superfície               | 780                  | Antigen estructural i neutralitzador                                                     |
| 10        | 751                    | NSP4      | 20                | No estructural           | 0                    | Enterotoxina                                                                             |
| 11        | 667                    | NSP5 NSP6 | 22                | No estructural           | 0                    | ssRNA i dsRNA vinculant modulador de NSP2                                                |

Aquesta taula està basada en la soca de rotavirus de simis SA11. L'ARN de proteïnes que codifiquen les tasques difereixen en algunes soques.

## Replicació

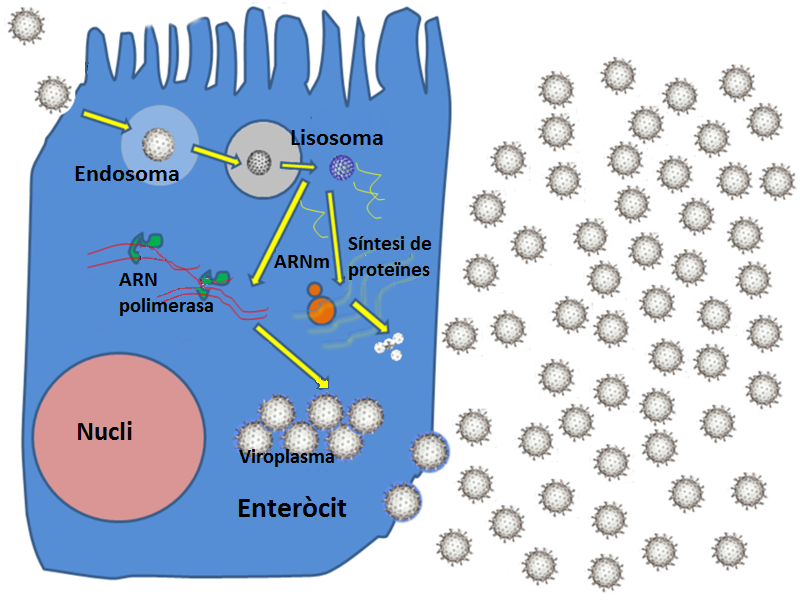
Dibuix simplificat del cicle de replicació del rotavirus.

El rotavirus es replica principalment a l'intestí i infecta els enteròcits de les vellositats de l'intestí prim, donant lloc a canvis estructurals i funcionals de l'epiteli. Les capes de proteïnes triples fan que sigui resistents a l'acidesa de l'estómac i els enzims digestius a l'intestí.
El virus entra a les cèl·lules per endocitosi mitjançant els receptors i forma una vesícula anomenada endosoma. Les proteïnes de la tercera capa (VP7 i VP4) interrompen la membrana de l'endosoma creant una diferència en la concentració de calci, fet que provoca un desglossant dels trimers del VP7 en subunitats de proteïnes individuals, deixant el VP2 i el VP6 al voltant de l'dsRNA víric, formant una partícula de doble capa (DLP).
Els onze brins de dsRNA romanen dins de la protecció dels dos dipòsits de proteïnes i l'ARN víric-polimerasa depenent de l'ARN crea transcripcions d'ARNm del genoma víric de doble cadena. En romandre en el nucli, l'ARN víric evadeix les respostes innates immunes de l'hoste anomenat interferència d'ARN que s'activen per la presència de l'ARN de doble cadena.
Durant la infecció, el rotavirus produeix ARNm per la biosíntesi i la replicació del gen. La majoria de les proteïnes del rotavirus s'acumulen en el viroplasma, on l'ARN es replica i els DLP s'enssamblen. El viroplasma es forma al voltant del nucli de la cèl·lula de dues hores després de la infecció del virus i es compon de factories víriques que es creu que es van fer per dues proteïnes víriques no estructurals: NSP5 i NSP2. La inhibició de la NSP5 per l'ARN d'interferència provoca una forta disminució en la replicació del rotavirus. Els DLP migren al reticle endoplasmàtic, on obtenen la seva tercera capa, exterior (formada pel VP7 i VP4). Els virus de la progènie són alliberats de la cèl·lula per lisi.

## Gastroenteritis rotavírica
El rotavirus és el virus causant de la gastroenteritis rotavírica, la primera causa de diarrea greu entre els nounats i els nens petits. Segons alguns experts, aquesta virasi podria ser un dels factors desencadenants de determinades malalties autoimmunitàries.
La gastroenteritis rotavírica és una malaltia de fàcil cura, però a tot el món prop de 500.000 nens menors de cinc anys encara moren a causa de la seva infecció cada any i gairebé dos milions més tenen símptomes greus. Als Estats Units, abans de la iniciació del programa de vacunació contra la gastroenteritis rotavírica, es van donar a prop de 2,7 milions de casos severs de gastroenteritis, prop de 60.000 hospitalitzacions, i al voltant de 37 morts a l'any. S'han realitzat diferents campanyes públiques per combatre contra la gastroenteritis rotavírica amb la prestació de teràpia de rehidratació oral dels nens infectats i la vacunació per prevenir la malaltia. A l'Estat espanyol, segons les dades recollides en un article de revisió publicat el 2019, la incidència anyal de gastroenteritis agudes infantils per rotavirus ateses en els centres d'Atenció primària oscil·la entre 15,4 i 19,5 casos per 1.000 nens <5 anys i 20 casos por 1.000 niños <3 anys.